# آيآي

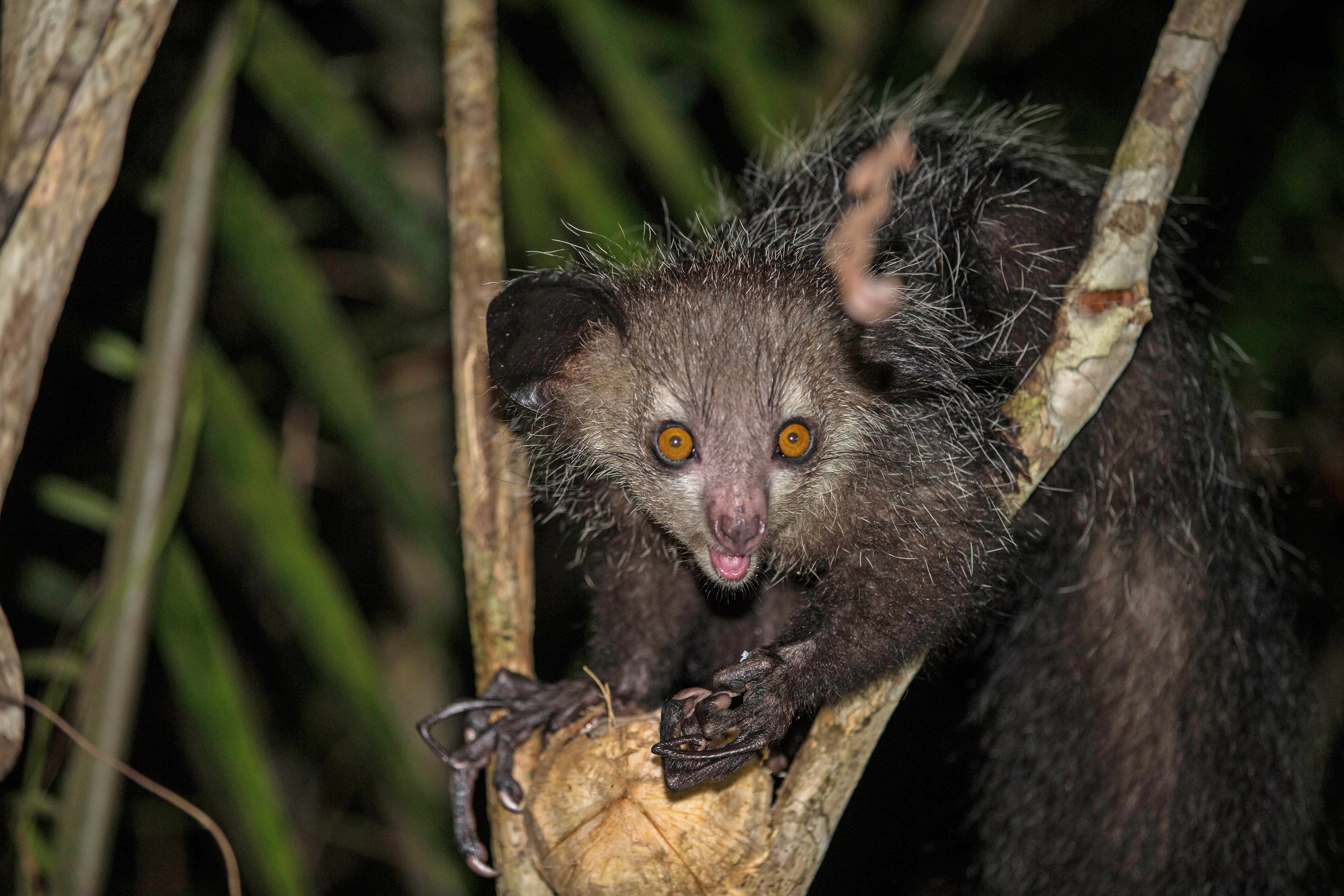
آيآي.

الآيآي (باللاتينية: Daubentonia madagascariensis) هو لَيْمور من لَيَأمير مدغشقر. يوشك الآيآي اليوم على الانقراض.
ينتمي إلى فصيلة القردة، وغذاؤه يعتمد على اليرقات، والحشرات، ويتّسم بشكله الغريب، وعيونه الواسعة، وطول جسمه يبلغ أربعين سنتيمتراً، وطول ذيله يبلغ ستين سنتيمتراً، كما يمتاز بلونه البني والأسود، وبقواطعه التي تشبه قواطع الفئران، وبأذنيه الكبيرتين الشبيهتين بأذني الخفاش، وبذيله الذي يشبه ذيل السنجاب.
إنه أكبر حيوان الليلي في العالم. يتميز بطريقته الغير المعتادة في العثور على الطعام: فهو ينقر على الأشجار للعثور على اليرقات، ثم يلتهمها بأحداث ثقوبًا في الخشب باستخدام قواطعه المائلة للأمام، يُحدث ثقب صغير ويمد إصبعها الأوسط الضيق لسحب اليرقات للخارج. تسمى طريقة العلف هذه علفًا إيقاعيًا، ويستهلك الآياي من 5 إلى 41٪ من وقت العلف. الأنواع الحيوانية الأخرى الوحيدة المعروفة للعثور على الغذاء بهذه الطريقة هو أبسوم المخطط. من وجهة نظر بيئية، يحل الآياي مكان نقار الخشب، لأنها قادر على اختراق الخشب لاستخراج اللافقاريات داخله. 
كان يُعتقد أن الأياي انقرضت في عام 1933، ولكن أعيد اكتشافه في عام 1957. تم نقل تسعة أشخاص إلى جزيرة نوسي مانغابي، بالقرب من ماروانتسيترا قبالة شرق مدغشقر، في عام 1966. أظهرت الأبحاث الحديثة أن الآياي أكثر انتشارًا مما كان يعتقد سابقًا، ولكن تم تغيير حالة الحفظ إلى المهددة بالانقراض في عام 2014.هذا لثلاثة أسباب رئيسية: تعتبر الآياي شريرة لدى السكان المحليين، وغابات مدغشقر يتم تدميرها، وسيقوم المزارعون بقتل الآياي لحماية محاصيلهم ولصيد الأسماك غير المشروع. ومع ذلك، لا يوجد دليل مباشر يشير إلى أن الآياي تشكل أي تهديد للمحاصيل، وبالتالي يتم قتلهم على أساس الخرافات.
يمكن العثور على ما يصل إلى 50 منها في مرافق الحيوانات في جميع أنحاء العالم. 

## التسمية
كان عالم الطبيعة الفرنسي بيير سونيرات أول من استخدم الاسم العام «الأياي» في عام 1782 عندما وصف الليمور، وعلى الرغم من أنه أطلق عليه أيضًا اسم «الليمور ذي الأصابع الطويلة» من قبل عالم الحيوان الإنجليزي جورج شو في عام 1800 - لكن لم يلقى رواجاً. وفقًا لـ سونيرات، فإن اسم الأياي كان (صرخة التعجب والدهشة). ومع ذلك، لاحظ عالم الحفريات الأمريكي إيان تاترسال وعلماء آخرون أن أن الاسم يشبه اسم الملغاشية «هاي هاي» أو والذي يستخدم في جميع أنحاء الجزيرة عند الخوف منه.

## السلوك ونمط الحياة
الأياي هي عبارة عن حيوان ليلي وشجري يعنى أنه يقضي معظم حياته في أشجار عالية، يصل طول الجسم إلى 36 إلى 44 سم، ويبلغ طول الذيل 50 إلى 60 بوصة والوزن حوالي 2 إلى 3 كجم. الذكور أثقل قليلاً من الإناث، معطف هذه الحيوانات خشن، أشعث وطويل، وعادة ما يكون بني غامق إلى اللون الأسود. الوجه والبطن رمادي فاتح، والأيدي والقدمين مصبوغتان باللون الأسود، الذيل أطول من الجذع وكثيف جدا، يمكن أن يصل طول الشعر إلى 10 بوصات. الأطراف رقيقة واليدين والقدمين كبيرة نسبيًا. باستثناء إصبع القدم الكبير، الذي يحمل ظفرًا، تنتهي جميع الأصابع وأصابع القدمين بمخالب - وهي ميزة نادرة جدًا بين الرئيسيات، والتي توجد فقط في مجموعة القشيات.
على الرغم من أنه من المعروف أنهم ينزلون على الأرض في بعض الأحيان، إلا أنهم ينامون ويأكلون ويسافرون ويتزاوجون في الأشجار ويوجدون عادة بالقرب من المظلة حيث يوجد الكثير من الغطاء من أوراق الشجر الكثيفة. خلال النهار، تنام الآياي في أعشاش كروية على فروع الأشجار التي يتم بناؤها من الأوراق والأغصان والكروم قبل ظهورها بعد حلول الظلام لتبحث عن الطعام. الآياي هي حيوانات منعزلة تميز برائحتها المنزلية الكبيرة. غالبًا ما تتداخل المناطق الصغيرة للإناث مع ما لا يقل عن زوجين من الذكور. يميل الذكور إلى تقاسم أراضيهم مع الذكور الآخرين، بل ومن المعروف أنهم يتشاركون في نفس الأعشاش (وإن لم يكن ذلك في نفس الوقت)، ويمكنهم على ما يبدو تحمل بعضهم البعض حتى يسمعوا دعوة امرأة تبحث عن شريك.

## النظام الغذائي
الآياي هو آكل اللحوم ويأكل عادة البذور والفواكه والرحيق والفطريات، ولكن أيضا يرقات الحشرات والعسل. يمكنك النقر على جذوع وفروع الأشجار بمعدل يصل إلى ثماني مرات في الثانية، والاستماع إلى الصدى الناتج للعثور على حجرة مجوفة. تشير الدراسات إلى أن الخصائص الصوتية المرتبطة بتجويف ليس لها تأثير على سلوك الحفريات. وبمجرد العثور على حجرة، يبدأ بالحفر ويخرجون من تلك الحجرة بأصابعهم الضيقة والعظمية اليرقات التي بداخل التجاويف. يتم قضاء ما يصل إلى 80 ٪ من الليل بحثًا عن الطعام في المظلة، مفصولة بفترات راحة. يتسلق الأشجار من خلال قفزات عمودية متعاقبة اشبه السنجاب. تعد الحركة الأفقية أكثر صعوبة، ولكن نادرًا ما ينحدر عند القفز من شجرة إلى شجرة، وغالبًا ما يمكنه السفر لمسافة تصل إلى 4 كم (2.5 ميل) في الليلة.
عادة ما يكون الآياي منفردًا عند البحث عن العلف، إلا أنه في بعض الأحيان يبحثون في مجموعات. يتم تنسيق الحركات الفردية داخل المجموعة باستخدام كل من الأصوات وإشارات الرائحة.

## النظم الاجتماعية
تشير الأبحاث الحديثة إلى أنه اجتماعي أكثر مما كان يعتقد سابقًا. عادة ما يتمسّك في البحث عن الطعام في نطاق المنزل الشخصي الخاص به أو المنطقة. غالبًا ما تتداخل مجموعات الذكور المنزلية، ويمكن أن يكون الذكور اجتماعيًا للغاية مع بعضهم البعض. لا تتداخل نطاقات الإناث مطلقًا، على الرغم من أن نطاق منزل الذكر يتداخل في كثير من الأحيان مع عدد الإناث. يعيش الذكور في مناطق واسعة تصل إلى 80 فدانا (320,000 متر مربع)، في حين أن الإناث لديها مساحات معيشية أصغر تصل إلى 20 فدانا (81000 م 2). من الصعب على الذكور الدفاع عن أنثى فريدة بسبب مجموعة المنزل الكبيرة.
مثل العديد من الايجابيات الأخرى، الأنثى الآياي هي المهيمنة على الذكور. وليست أحادية الزواج، يتحدى الذكور في كثير من الأحيان بعضها البعض. أحيانا يتم ابعاد الذكور الآخرين عن الأنثى أثناء التزاوج. يحيط الذكور عادة بالإناث أثناء التزاوج في جلسات قد تستمر لمدة تصل إلى ساعة. خارج التزاوج يتفاعل الذكور والإناث من حين لآخر عادة أثناء البحث عن الطعام. ويعتقد أن الآياي هو الرئيس الوحيد الذي يستخدم تحديد الموقع بالصدى للعثور على فريسته. 

## المعتقد الشعبي
يُعتقد عمومًا أن الآياي سيئة للغاية من قبل بعض شعب الملغاشيين، عندما يتم رصدهم، يتم قتلهم في لطرد روح الشر من قبل المسافرين. يقول البعض أن ظهور الآياي في القرية يتنبأ بوفاة قروي، والسبيل الوحيد لمنع ذلك هو قتلها. في شعب ساكالافا هناك من يصف الآياي بتسلل إلى المنازل من خلال الأسقف المغطاة بالقش وقتل النائميين باستخدام إصبعهم الأوسط لثقب الشريان الأورطي للضحية. 

## التربية في الأسر
ساعدت التربية في الأسر في الحفاظ على هذا النوع، في المقام الأول في مركز ديوك ليمور في دورهام بولاية كارولينا الشمالية. لقد كان هذا المركز مؤثرًا في حفظ، بحث وتربية الآيآي والليمورات الأخرى. لقد أرسلوا فرق متعددة لالتقاط الليمور في مدغشقر ومنذ ذلك الحين قاموا بإنشاء مجموعات تربية أسيرة للليمور. على وجه التحديد، كانوا مسؤولين عن أول الآياي ولدت في الأسر ودرسوا كيف ينمو هو وأطفاله الآخرون الذين يولدون في المركز خلال الطفولة. لقد أحدثوا ثورة في فهم نظام غذائي للآياي.